# Ctenoplusia limbirenoides
Ctenoplusia limbirenoides là một loài bướm đêm trong họ Noctuidae.